# Oğuz Aydın
Oğuz Aydın (La Haya, 27 de octubre de 2000) es un futbolista neerlandés, nacionalizado turco, que juega en la demarcación de extremo para el Fenerbahçe S. K. de la Superliga de Turquía.

## Selección nacional
Tras jugar con las categorías inferiores de la selección, finalmente el 4 de junio de 2024 hizo su debut con la selección de Turquía en un partido amistoso contra Italia que finalizó con un resultado de empate a cero.

## Clubes
| Club                            | País    | Año       | Partidos | Goles |
| ------------------------------- | ------- | --------- | -------- | ----- |
| Bucaspor                        | Turquía | 2018-2019 | 43       | 5     |
| Karacabey Belediyespor (cedido) | Turquía | 2019-2020 | 8        | 1     |
| Bucaspor 1928                   | Turquía | 2020-2021 | 47       | 12    |
| Alanyaspor                      | Turquía | 2021-2024 | 95       | 24    |
| Fenerbahçe S. K.                | Turquía | 2024-     | 30       | 7     |